# Elman Tagaýew
Elman Tagaýew (sinh ngày 2 tháng 6 năm 1989 ở Ashgabat) là một tiền vệ bóng đá Turkmenistan gốc Azerbaijan, thi đấu cho Sabail FK.

## Tiểu sử
Sinh ra ở Ashgabat trong gia đình Azerbaijan, anh chơi bóng từ lúc 8 tuổi. Năm 2014, anh kết hôn với vợ  – Arina, hai đứa con sinh đôi Alan và Ali, sinh năm 2015.

## Sự nghiệp

### Câu lạc bộ
Tagaýew bắt đầu sự nghiệp tại Aşgabat trước khi thử việc với Khazar Lankaran đầu năm 2012. Trong khi thử việc với Khazar Lankaran anh ra sân từ ghế dự bị và ghi bàn trước Turkmenistan. Khazar từ chối ký với Tagaýew vì thái độ của cầu thủ trong trận đấu. Tagaýew đầu quân AZAL vào mùa hè năm 2012, nhưng chỉ ra sân 8 lần trước khi rời đi vào tháng 3 năm 2013.
Vào tháng 6 năm 2017, Tagayev ký bản hợp đồng 1 năm với đội bóng mới lên hạng Giải bóng đá ngoại hạng Azerbaijan Səbail FK. Tagayev được giải phóng từ Sabail FK vào cuối mùa giải 2017–18.

### Quốc tế
Bàn thắng quốc tế đầu tiên của Tagaýew nằm trong trận đấu với Nepal tại vòng bảng Cúp Challenge AFC 2012.

## Thống kê sự nghiệp

### Câu lạc bộ
Tính đến trận đấu diễn ra ngày 20 tháng 5 năm 2018
| Câu lạc bộ          | Mùa giải            | Giải vô địch                               | Giải vô địch | Giải vô địch | Cúp Quốc gia | Cúp Quốc gia | Châu lục | Châu lục  | Khác    | Khác      | Tổng    | Tổng      |
| Câu lạc bộ          | Mùa giải            | Hạng đấu                                   | Số trận      | Bàn thắng    | Số trận      | Bàn thắng    | Số trận  | Bàn thắng | Số trận | Bàn thắng | Số trận | Bàn thắng |
| ------------------- | ------------------- | ------------------------------------------ | ------------ | ------------ | ------------ | ------------ | -------- | --------- | ------- | --------- | ------- | --------- |
| AZAL                | 2012–13             | Giải bóng đá ngoại hạng Azerbaijan         | 8            | 0            | 0            | 0            | –        | –         | –       | –         | 8       | 0         |
| Aşgabat             | 2013                | Giải bóng đá vô địch quốc gia Turkmenistan |              |              |              |              | –        | –         | –       | –         |         |           |
| Aşgabat             | 2014                | Giải bóng đá vô địch quốc gia Turkmenistan |              |              |              |              | –        | –         | –       | –         |         |           |
| Aşgabat             | Tổng                | Tổng                                       |              |              |              |              | -        | -         | -       | -         |         |           |
| Altyn Asyr          | 2014                | Giải bóng đá vô địch quốc gia Turkmenistan |              |              |              |              | –        | –         | –       | –         |         |           |
| Altyn Asyr          | 2015                | Giải bóng đá vô địch quốc gia Turkmenistan |              |              |              |              | 0        | 0         | –       | –         |         |           |
| Altyn Asyr          | 2016                | Giải bóng đá vô địch quốc gia Turkmenistan |              |              |              |              | 3        | 0         | –       | –         | 3       | 0         |
| Altyn Asyr          | Tổng                | Tổng                                       |              |              |              |              | 3        | 0         | -       | -         | 3       | 0         |
| Andijon             | 2016                | Uzbek League                               | 12           | 0            | 0            | 0            | –        | –         | –       | –         | 12      | 0         |
| Altyn Asyr          | 2017                | Giải bóng đá vô địch quốc gia Turkmenistan |              |              |              |              | 1        | 0         | –       | –         | 1       | 0         |
| Səbail              | 2017–18             | Giải bóng đá ngoại hạng Azerbaijan         | 25           | 2            | 2            | 1            | –        | –         | –       | –         | 9       | 2         |
| Tổng cộng sự nghiệp | Tổng cộng sự nghiệp | Tổng cộng sự nghiệp                        | 45           | 2            | 2            | 1            | 4        | 0         | -       | -         | 51      | 3         |

### Quốc tế
| Đội tuyển quốc gia Turkmenistan | Đội tuyển quốc gia Turkmenistan | Đội tuyển quốc gia Turkmenistan |
| Năm                             | Số trận                         | Bàn thắng                       |
| ------------------------------- | ------------------------------- | ------------------------------- |
| 2012                            | 4                               | 1                               |
| 2013                            | 0                               | 0                               |
| 2014                            | 0                               | 0                               |
| 2015                            | 0                               | 0                               |
| 2016                            | 2                               | 0                               |
| 2017                            | 1                               | 0                               |
| 2021                            | 1                               | 0                               |
| 2022                            | 2                               | 0                               |
| Tổng                            | 10                              | 1                               |

Thống kê chính xác đến trận đấu diễn ra ngày 11 tháng 6 năm 2022

### Bàn thắng quốc tế
| #  | Ngày                | Địa điểm                                   | Đối thủ | Tỉ số | Kết quả | Giải đấu               |
| -- | ------------------- | ------------------------------------------ | ------- | ----- | ------- | ---------------------- |
| 1. | 12 tháng 3 năm 2012 | Sân vận động Dasarath Rangasala, Kathmandu | Nepal   | 1–0   | 3–0     | Cúp Challenge AFC 2012 |